# Barro (Hiszpania)
Barro – gmina w Hiszpanii, w prowincji Pontevedra, w Galicji, o powierzchni 37,64 km². W 2011 roku gmina liczyła 3724 mieszkańców.